# スパニッシュ・プリンセス キャサリン・オブ・アラゴン物語
『スパニッシュ・プリンセス キャサリン・オブ・アラゴン物語』（原題: The Spanish Princess）は、2019年から放送されているアメリカ合衆国のテレビドラマシリーズ。2013年の『ホワイト・クイーン 白薔薇の女王』、2017年の『ホワイト・プリンセス エリザベス・オブ・ヨーク物語』の続編にあたる。本作はフィリッパ・グレゴリーの小説『The King's Curse』『The Constant Princess』を基に製作された。
本作は全16話のリミテッドシリーズで、アメリカでは前半の8エピソードが2019年5月5日からStarzで放送された。日本では、2020年4月からSTARZPLAYで日本語字幕・吹き替え版が配信された。後半の8エピソードは2020年10月11日から放送が開始され、日本でもアメリカの放送と同時に配信された。また、『キャサリン スペイン王女の華麗なる野望』のタイトルで、2021年1月10日からNHK BS4Kで前半の8エピソードの日本語吹き替え版が放映されている。

## あらすじ
スペインの支配者イザベラとフェルディナンドの娘であるキャサリンは、幼い頃からイギリス王妃の座が約束されていた。イングランドに渡ったキャサリンは慣れない習慣に適応しようと奮闘するが、夫アーサー王太子の突然死によってすべてが変わっていく。

## キャスト

### メイン
- キャサリン・オブ・アラゴン

演 - シャーロット・ホープ、吹替 - 清水理沙
- マーガレット・"マギー"・ポール

演 - ローラ・カーマイケル、吹替 - 高梨愛
- デ・フエンサリダ

演 - ダニエル・セルケイラ
- オビエド

演 - アーロン・コーバム、吹替 - 俊藤光利
- ヘンリー7世

演 - エリオット・コーワン、吹替 - 白熊寛嗣
- トマス・ウルジー

演 - フィリップ・クンバス、吹替 - 唐沢龍之介
- カスティーリャ女王イザベラ

演 - アリシア・ボラチェロ、吹替 - きそひろこ
- カスティーリャ女王フアナ

演 - アルバ・ガローチャ、吹替 - きそひろこ
- マーガレット・"メグ"・テューダー

演 - ジョージー・ヘンリー、吹替 - 山田唯菜
- アーサー・テューダー

演 - アンガス・イムリー、吹替 - 新祐樹
- リナ・ド・カルドンヌ

演 - ステファニー・レビジョン、吹替 - 杉山滋美
- アラン・マッケンナ（英語版）

演 - リチャード・ポール
- エリザベス・オブ・ヨーク

演 - アレクサンドラ・モーエン
- ハリー（のちのヘンリー8世）

演 - ルアイリ・オコナー、吹替 - 福西勝也
- ロサ・デ・バルガス

演 - ナディア・パークス、吹替 - イブ優里安
- リチャード・ペッパー

演 - トマス・ブーリン、吹替 - ボルケーノ太田
- チャールズ・ブランドン

演 - ジョーダン・レンゾ、吹替 - 武田太一
- エドワード・スタッフォード

演 - オリー・リックス
- マーガレット・ボーフォート

演 - ハリエット・ウォルター、吹替 - はやみけい

### リカーリング
- ママドゥ・ドゥンビア
- パトリック・ギブソン（英語版）
- アイラ・メリック・ローレス
- モーガン・ジョーンズ
- ニック・バーバー
- ミミ・デ・ウィントン
- アーサー・ベイトマン
- マット・カー
- フィリップ・マッギンリー（英語版）

## エピソード
| Part 1 |                                                |                    |                              |                |       |
| 1      | "新たなる世界へ" "The New World"               | Birgitte Stærmose  | Emma Frost Matthew Graham    | 2019年5月5日   | 0.393 |
| 2      | "悪い夢" "Fever Dream"                         | Birgitte Stærmose  | Matthew Graham               | 2019年5月12日  | 0.398 |
| 3      | "だいそれた計画" "An Audacious Plan"           | Daina Reid         | Helen Childress              | 2019年5月19日  | 0.456 |
| 4      | "ハリーを求めて" "The Battle for Harry"        | Daina Reid         | Nicki Renna                  | 2019年5月26日  | 0.500 |
| 5      | "心と義務のはざまで" "Heart Versus Duty"       | Lisa Clarke        | Andrea Thornton Bolden       | 2019年6月2日   | 0.546 |
| 6      | "もてなしという名の監禁" "A Polite Kidnapping" | Lisa Clarke        | Emma Frost                   | 2019年6月9日   | 0.493 |
| 7      | "すべて失くして" "All is Lost"                 | Stephen Woolfenden | Helen Childress              | 2019年6月16日  | 0.509 |
| 8      | "運命の逆転" "Destiny"                         | Stephen Woolfenden | Emma Frost Matthew Graham    | 2019年6月23日  | 0.528 |
| Part 2 |                                                |                    |                              |                |       |
| 9      | "裏切り" "Camelot"                             | Chanya Button      | Emma Frost Matthew Graham    | 2020年10月11日 | TBD   |
| 10     | "Flodden"                                      | Chanya Button      | Simon Tyrrell Matthew Graham | 2020年10月18日 | TBD   |
| 11     | "Grief"                                        | Chanya Button      | Rita Kalnejais               | 2020年10月25日 | TBD   |
| 12     | "The Other Woman"                              | Lisa Clarke        | Kate Verghese Emma Frost     | 2020年11月1日  | TBD   |
| 13     | "Plague"                                       | Lisa Clarke        | Kate O'Riordan Emma Frost    | 2020年11月8日  | TBD   |
| 14     | "The Field of the Cloth of Gold"               | Lisa Clarke        | Kelly Jones                  | 2020年11月15日 | TBD   |
| 15     | "Faith"                                        | Rebecca Gatward    | Simon Tyrrell Matthew Graham | 2020年11月22日 | TBD   |
| 16     | "Peace"                                        | Rebecca Gatward    | Emma Frost Matthew Graham    | 2020年12月6日  | TBD   |

## 製作
2018年3月15日、Starzが本作の製作を発表。エマ・フロストとマシュー・グラハムがショーランナーを務めることが決まった。

## 評価

### 批評
本作は批評家から高い評価を受けている。批評集積サイトのRotten Tomatoesには11件のレビューがあり、批評家支持率は82%、平均点は10点満点で7.13点となっている。また、Metacriticには6件のレビューがあり、加重平均値は73/100となっている。